# 127 mm Mk. 42
Il cannone navale Mk 42 da 127 mm è un'arma americana comparsa nel dopoguerra. L'unità è composta da un cannone Mark 18 e da un affusto Mark 42. La torretta pesa circa 60,4 t, inclusi i due tamburi contenenti i 40 colpi. I proiettili, che pesano 32 kg, vengono sparati ad una velocità di 808 m/s. La cadenza di fuoco massima e di 40 colpi al minuto. Inizialmente l'affusto era dotato di due postazioni locali per i cannonieri, una per il tiro superficie-superficie e una per il tiro antiaereo, ma la postazione del cannoniere antiaereo è stata in seguito rimossa, quando l'aumento della velocità degli aeromobili navali ha reso troppo impreciso il puntamento manuale delle armi antiaere.
Iniziò ad essere sostituito dal 127 mm Mk. 45 nel 1971.